# Treinador de força e condicionamento
Um treinador de força e o condicionamento é uma aptidão e um desempenho físico e profissional que usa a prescrição do exercício e o desempenho especificamente para melhorar na competição atlética. Treinadores de força também ajudam atletas com prevenção de lesões e mecânica adequada dentro de suas performances desportivas.

## Características do emprego
Os treinadores de força e condicionamento normalmente trabalham com equipas desportivas, mas também podem trabalhar com indivíduos. Os treinadores de força e condicionamento também são frequentemente utilizados por instituições e equipas desportivas e profissionais de ensino superior. Enquanto alguns treinadores de força e condicionamento podem especializar-se numa determinada equipa de desporto, tipo de desempenho, tipo de treino ou filosofia de treino, muitos no nível colegial devem trabalhar com qualquer equipa para o qual foram designados. Em geral, a maioria dos treinadores de força e condicionamento desenvolvem exercícios planos de prescrição que especificamente modulam, a resistência ou o treino de flexibilidade aeróbica para adequar-se à metabólica e exigências físicas do desporto em questão. Com exercício aeróbicos de prescrição, os treinadores de força e condicionamento determinam o tipo de exercício, o volume total da sessão, o período de repouso, a frequência e a intensidade são determinadas.Eles também podem estar envolvidos na prescrição de rotinas de alongamentos ou outras abordagens. A Nutrição e a consulta médica não estão dentro de seu âmbito de prática e formação de qualificações.

## Eficácia da força e condicionamento dos treinadores
A pesquisa demonstrou que não só a formação melhora o desempenho, mas que a formação incorreta (corrida de longa distância, uma atividade de fibra de contração lenta muscular, em atletas de futebol com características de contração rápida) pode causar decréscimos para o desempenho. Usando técnicas como pliometria em alguns atletas de alta potência e movimentos de desportos específicos, em outros, treinadores de força pode melhorar a função física e o desempenho atlético.

## Normas de qualificação
A Força Nacional e Associação condicionado e a força do Reino Unido e Associação Condicionado oferecem uma força certificada e qualificação ao preparador físico que normalmente é necessário para as posições no campo. Além do C.S.C.S. certificação necessária para tornarem-se um treinador de força e condicionamento, também é exigido um diploma de bacharelado.O Colegiado associação Força & Condicionado treinadores também oferece a certificação exclusiva para a força colegiado e de nível profissional e treinador de condicionamento. Esta certificação é conhecido como Força & Treinador Condicionado Certificado (FTCC) e requer um grau de bacharel e um estágio de 640 horas, além de passar o exame de certificação.